# Tony Plana
Pour les articles homonymes, voir Plana.
Tony Plana est un acteur et réalisateur cubano-américain, né le 19 avril 1952 à La Havane (Cuba).

## Biographie
Il est connu pour avoir interprété le rôle d'Ignacio Suarez dans la série télévisée Ugly Betty.
Il a aussi doublé en version originale le personnage de Manny Calavera dans le jeu vidéo d'aventure Grim Fandango (1998).

## Filmographie

### Cinéma
- 1980 : First Family (en) de Buck Henry : Le gardien de la Maison Blanche
- 1982 : Chicanos Story (Zoot Suit) : Rudy
- 1982 : Les Armes du pouvoir (Love & Money) : Le général de la garde nationale
- 1982 : Officier et Gentleman (An Officer and a Gentleman) de Taylor Hackford : Emiliano Della Serra
- 1983 : Valley Girl : Low Rider
- 1983 : En plein cauchemar (Nightmares) : Le père Luis Del Amo
- 1983 : Le Coup du siècle (Deal of the Century) de William Friedkin : Le chicano
- 1985 : City Limits (en) d'Aaron Lipstadt : Ramos
- 1986 : La Dernière Passe (The Best of Times) : Chico
- 1986 : Salvador d'Oliver Stone : Major Maximiliano « Max » Casanova
- 1986 : Trois Amigos ! (Three Amigos!) de John Landis : Jefe
- 1987 : Disorderlies : Miguel
- 1987 : American chicano (Born in East L.A.) : Feo
- 1987 : Bourse, bagne et business (Buy & Cell) : Raoul
- 1989 : Romero : Le père Manuel Morantes
- 1990 : Why Me? Un plan d'enfer (Why Me?) de Gene Quintano : Benjy Klopzik
- 1990 : La Relève (The Rookie) de Clint Eastwood : Morales
- 1990 : Havana de Sydney Pollack : Julio Ramos
- 1991 : Un bon flic (One Good Cop) de Heywood Gould : Beniamino
- 1991 : JFK d'Oliver Stone : Carlos Bringuier
- 1992 : Explosion immédiate (Live Wire) de Christian Duguay : Al-red
- 1993 : Red Hot de Paul Haggis : L'inspecteur de KGB
- 1995 : Nixon d'Oliver Stone : Manolo Sanchez
- 1996 : Peur primale (Primal Fear) de Gregory Hoblit : Martinez
- 1996 : Lone Star de John Sayles : Ray
- 1996 : The Disappearance of Garcia Lorca de Marcos Zurinaga (en)
- 1997 : 187 code meurtre (One Eight Seven) de Kevin Reynolds : Le principal Garcia
- 1998 : The Wonderful Ice Cream Suit  de Stuart Gordon : Victor Medina
- 1998 : La Dernière Preuve (Shadow of Doubt) de Randal Kleiser : L'inspecteur Krause
- 2000 : Morceaux choisis (Picking Up the Pieces) d'Alfonso Arau : Usher
- 2002 : Mission Alcatraz (Half Past Dead) de Don Michael Paul : Warden El Fuego
- 2005 : Adieu Cuba (The Lost City) d'Andy Garcia : The Emcee
- 2005 : Goal! : Naissance d'un prodige de Danny Cannon : Hernan Munez
- 2007 : Mission Alcatraz 2 (Half Past Dead 2) d'Art Camacho : Warden El Fuego
- 2012 : The Man Who Shook the Hand of Vicente Fernandez d'Elia Petridis : Dr Dominguez
- 2013 : No Pain No Gain (Pain & Gain) de Michael Bay : Le capitaine Lopez
- 2013 : A Miracle in Spanish Harlem de Derek Partridge : Mariano
- 2017 : L'Affaire Roman J. (Roman J. Israel, Esq.) de Dan Gilroy : Jesse Halinas
- 2019 : Seneca de Jason Chaet : Père Ruben
- 2019 : Cuban Network (Wasp Network) d'Olivier Assayas : Luis Posada Carriles

### Télévision

#### Téléfilms
- 2013 : Mères entremetteuses (Meddling Mom) : Luis
- 2013 : Jalousie maladive (Jodi Arias: Dirty Little Secret) : le procureur Juan Martinez

#### Séries télévisées
- 1984 et 1988 : Deux Flics à Miami (Miami Vice) : Cinco (saison 1, épisode 10) et Ernesto Guerrero (saison 4, épisode 14)
- 1994 : Star Trek Deep Space Nine (TV) : Conseiller Amaros (Saison 2, épisode 20 "Le Maquis 1er partie")
- 1996 : Le Caméléon : le lieutenant Guerra (saison 1, épisode 8)
- 1998 : Ally McBeal : le juge Warren Figueroa (saison 2, épisode 8)
- 2003 : Monk : le capitaine Alameda (saison 2, épisode 2 : Monk part à Mexico)
- 2005 : 24 Heures chrono : Omar (5 épisodes)
- 2005 : The Closer : L.A. enquêtes prioritaires : Alonzo Lopez (Saison 1, épisode 13)
- 2006-2010 : Ugly Betty : Ignacio Suarez (85 épisodes)
- 2011 : Body of Proof : Armando Rosas (saison 1, épisode 3)
- 2011: Los Angeles, police judiciaire (Law and Order: Los Angeles) : Jorge Gomez (saison 1, épisode 22)
- 2011: Desperate Housewives : Alejandro Perez, le beau-père de Gabrielle Solis (5 épisodes)
- 2012 : La Loi selon Harry (Harry's Law) : le juge Tomás Garcia (saison 2, épisode 11)
- 2012: Blue : Stribling (saison 1, épisode 5)
- 2012: Blue Bloods : le président Velverde (saison 3, épisode 4)
- 2012: Person of Interest : J. P. Suarez (saison 2, épisode 9)
- 2013 : New York, unité spéciale : le père Menendez (saison 14, épisode 10)
- 2013: Psych : Enquêteur malgré lui (Psych) : Pablo Nuñez (saison 7, épisode 4)
- 2013-2014 : Alpha House : Benito « Benny » Lopez (6 épisodes)
- 2014 : Taxi Brooklyn : Machado (saison 1, épisode 10)
- 2014 : Jane the Virgin : père Ortega (saison 1, épisode 4)
- 2014-2015 : Madam Secretary : amiral Ed Parker (3 épisodes)
- 2015 : Cristela : Joaquin Alvarez (saison 1, épisode 11)
- 2015 : Motive : Franco Vega (saison 3, épisode 1)
- 2015 : The Fosters : Victor Gutierrez (4 épisodes)
- 2015 : Blacklist (saison 3, épisodes 9 et 10)
- 2015 : Castle : père Arguello (saison 8, épisode 4)
- 2016 : The Young Pope (saison 1, épisode 7)
- 2016 : L'arme fatale : Procureur Ronnie Delgado (saison 1)
- 2016 : Startup : Père de Izzy (saison 1)
- 2017 : The Punisher : Rafael Hernandez
- 2017 : Au fil des jours : Berto
- 2018 : Mayans M.C. : Devante
- 2018 : Elementary (saison 6, épisode 6) :  Général  Howard Alvero

## Voix françaises
En France, François Dunoyer est la voix française régulière de Tony Plana,.